# Pinàcies
Les pinàcies (Pinaceae) són una família de coníferes de l'ordre de les pinals que inclou arbres tan coneguts com els pins i el avets.
Són arbres resinosos amb micorriza que creixen a les regions temperades i més o menys fredes, per bé que arriben fins a la mediterrània. Tenen les fulles persistents i aciculars o, més rarament en esquames o caduques.
En aquesta família troben als Països Catalans sis espècies en tres gèneres: els avets del gènere Abies, les pícees del gènere Picea i els pins del gènere Pinus. Hi ha força altres arbres d'aquesta família que cultivats com ornamentals poden trobar dins el nostre territori.

## Taxonomia
La família Pinaceae té 232 espècies repartides en un total d'11 gèneres:
Subfamília Pinoideae
- Pinus - pins (119 espècies)[3]

Subfamília Piceoideae
- Picea - Picees (35 espècies)[4]

Subfamília Laricoideae
- Cathaya (1 espècie)[5]
- Larix (10 espècies)[6]
- Pseudotsuga (7 espècies)[7]

Subfamília Abietoideae
- Abies - Avets (49 espècies)[8]
- Cedrus - Cedres (4 espècies)[9]
- Pseudolarix (1 espècie)[10]
- Keteleeria (3 espècies)[11]
- Nothotsuga (1 espècie)[12]
- Tsuga (11 espècies)[13]